# Шарм (Вогези)
Шарм (фр. Charmes) насеље је и општина у североисточној Француској у региону Лорена, у департману Вогези која припада префектури Епинал.
По подацима из 2011. године у општини је живело 4641 становника, а густина насељености је износила 197,57 становника/km². Општина се простире на површини од 23,49 km². Налази се на средњој надморској висини од 284 метара (максималној 385 m, а минималној 258 m).

## Демографија
| 1962. | 1968. | 1975. | 1982. | 1990. | 1999. | 2011. |
| ----- | ----- | ----- | ----- | ----- | ----- | ----- |
| 5.177 | 5.221 | 5.702 | 5.225 | 4.721 | 4.665 | 4.641 |

График промене броја становника у току последњих година